# Vinko Globokar

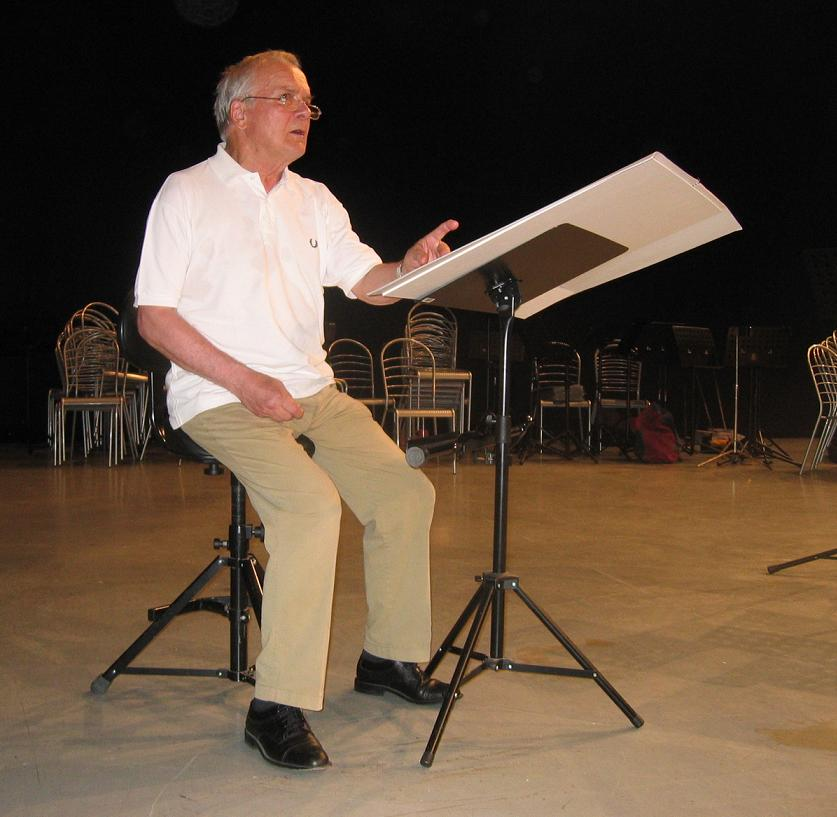
Vinko Globokar

Vinko Globokar (Anderny in het departement Meurthe-et-Moselle, 7 juli 1934) is een Sloveens trombonist, componist en dirigent. In 1947 repatrieerde zijn familie naar Slovenië. Hij bracht deze jaren door in Ljubljana en maakte er zijn debuut als trombonist in het orkest van de Sloveense componist en dirigent Bojan Adamič. In 1955 keerde Globokar terug naar Frankrijk. 
Globokar volgde zijn muzikale opleiding aan het nationaal conservatorium in Parijs en richtte zich vooral op de trombone. Bij René Leibowitz studeerde Globokar compositie en dirigeren. Hij vervolgde zijn opleiding bij Andrej Hodeir en Luciano Berio. 
Globokar vertolkte als trombonist regelmatig (première)uitvoeringen van moderne 20e-eeuwse componisten zoals Karlheinz Stockhausen, Luciano Berio, Mauricio Kagel, Louis Andriessen en René Leibowitz. Als dirigent trad hij behalve in Slovenië en Frankrijk ook in Duitsland, Finland, Polen, Italië en Israël op. Tussen 1967 en 1976 onderwees Globokar als professor aan de hogeschool voor muziek in Keulen, tussen 1973 en 1979 leidde hij de afdeling voor (stem- en instrument)akoestiek in Parijs en van 1983 tot 1999 had hij de leiding over opleidingen muziek van de 20e eeuw in Florence. 
De muziek van Globokar wordt bepaald door Globokars opvatting, dat muziek een kritische rol in de maatschappij dient te vervullen. Politiek en samenleving en elk ander bestaand fenomeen kan in beginsel tot muziek worden volgens Globokar. Zijn Les Emigrés, L'Armonia drammatica en zijn verschillende werken onder de naam Discours zijn voorbeelden van deze filosofie. 
In 2002 ontving Globokar de Sloveense Prešeren-prijs voor zijn gehele oeuvre.

## Werk
- Vendre le Vent voor piano, slagwerk, vijf hout- en vier koperblazers
- Ausstrahlungen voor solisten en twintig musici
- Discours II voor vijf trombones
- Discours III voor vijf hobo's
- Discours IV voor drie klarinetten
- Fluide voor koperblazers en slagwerk
- Etude I voor negentien solisten
- Etude II voor orkest
- Dialog über Luft voor accordeon en voice
- La ronde voor instrumenten
- Drama voor piano en slagwerk
- Atemstudie voor hobo
- Vioe voor koor en drie orkesten
- Accord voor sopraan, trombone, cello, fluit, orgel en slagwerk
- Traumdeutung voor vier koren, celesta, harp, vibrafoon en gitaar
- Airs voor acht zangstemmen, trombone, klarinet en twee assistenten
- Standpunkte voor sopraan, koor en orkest met multimediale presentatie
- Caroussel voor vier zangers en zestien instrumenten
- Miserere voor stemmen en orkest

## Geschriften
- Einatmen, Ausatmen, 1994, ISBN 3-923997-60-4
- Laboratorium (Teksten over muziek 1967-1997), 1998, ISBN 3-930735-23-7

- Bibsys: 2079681
- Biblioteca Nacional de España: XX1575470
- Bibliothèque nationale de France: cb124048140 (data)
- Catàleg d'autoritats de noms i títols de Catalunya: 981058611014006706
- CiNii: DA08626650
- Gemeinsame Normdatei: 118539787
- International Standard Name Identifier: 0000 0001 1497 2108
- Library of Congress Control Number: n82116339
- Nationale Bibliotheek van Letland: 000045751
- MusicBrainz: cc48b7af-91c1-474d-93fa-a747091ded7c
- Nationale Bibliotheek van Tsjechië: js20070105002
- Nationale bibliotheek van Australië: 35993131
- Nationale Bibliotheek van Israël: 987007581060505171
- Nationale en Universitaire bibliotheek Zagreb: 000085297
- Nederlandse Thesaurus van Auteursnamen: 096506415
- Réseau des bibliothèques de Suisse occidentale: 02-A003302123
- Istituto Centrale per il Catalogo Unico: CFIV044177
- LIBRIS: 290215
- SNAC: w6n33zbz
- Système universitaire de documentation: 085491942
- Trove: 1176788
- Virtual International Authority File: 114016746
- WorldCat: E39PBJppwKdWBwDrdCkvyfCJDq